# Dorothea Dix
Dorothea Dix, född 4 april 1802 i Hampden i Maine, död 17 juli 1887 i Trenton i New Jersey, var en amerikansk socialreformator. Hon är känd för sin uppmärksammade kampanj till förmån för psykiskt sjuka bland USA:s ursprungsbefolkning. Genom sin lobbyverksamhet hos den amerikanska kongressen lade hon grunden för det amerikanska mentalvårdssystemet. Under amerikanska inbördeskriget tjänstgjorde hon som föreståndare för nordstaternas armés militärsjuksköterskor.

## Biografi
Dorothea Dix var dotter till bokförsäljaren och metodistpredikanten Joseph Dix och dennes hustru Mary Bigelow. Hon var från fjorton års ålder verksam som lärare och guvernant.
Åren 1840–1841 började hon att engagera sig i mentalhälsovården. Under denna tid överläts all psykisk vård på oreglerade privata entreprenörer, något som medförde godtycke och övergrepp, vilket gjorde att hon uppvaktade myndigheterna för att införa en reglerad mentalhälsovård i USA.

## Utmärkelser
Nedslagskratern Dix på planeten Venus är uppkallad efter henne.